# Diptyque du Christ en Croix
Le Diptyque du Christ en Croix — également connu sous le nom de Diptyque de la Crucifixion, Diptyque de Philadélphie, Diptyque du Calvaire, Christ en croix avec la Vierge et saint Jean, ou Crucifixion avec la Vierge et saint Jean l'Évangéliste en deuil — est un diptyque du peintre primitif flamand Rogier de La Pasture (ou Rogier van der Weyden, né vers 1400 et mort en 1464), terminé vers 1460 et aujourd'hui au Philadelphia Museum of Art. L'œuvre est renommée pour la force de son impact esthétique, inhabituel pour l'art néerlandais de l'époque. Le Philadelphia Museum of Art décrit l'œuvre comme « la plus grande peinture de maître ancien du musée ».
La provenance du tableau avant le milieu du XIXe siècle est inconnue. Son dépouillement radical a conduit les historiens de l'art à émettre l'hypothèse qu'il aurait été créé comme une œuvre de dévotion, peut-être pour un monastère chartreux. On ignore si les panneaux constituaient un diptyque autonome, les deux tiers d'un triptyque ou s'ils étaient à l'origine un seul panneau. Des études récentes suggèrent que les panneaux servaient de volets extérieurs à un retable sculpté.

## Les panneaux

### Origine
Le contexte de la création du diptyque est inconnu. Les chercheurs ont émis l'hypothèse que les deux parties pourraient être les panneaux gauche et central d'un triptyque, qu'ils constituaient soit les ailes ou les volets d'un retable, ou bien qu'ils étaient destinés à décorer un buffet d'orgue. La traîne de la robe de la Vierge continue sur le panneau de droite, ce qui prouve que les panneaux étaient destinés à être posés côte à côte plutôt que séparés (comme l'auraient été les volets d'un retable). D'après l'historien de l'art Edgar Preston Richardson, il s'agirait du volet central du retable perdu de Cambrai (exécuté entre 1455 et 1459), qui aurait été ensuite découpé en deux parties.

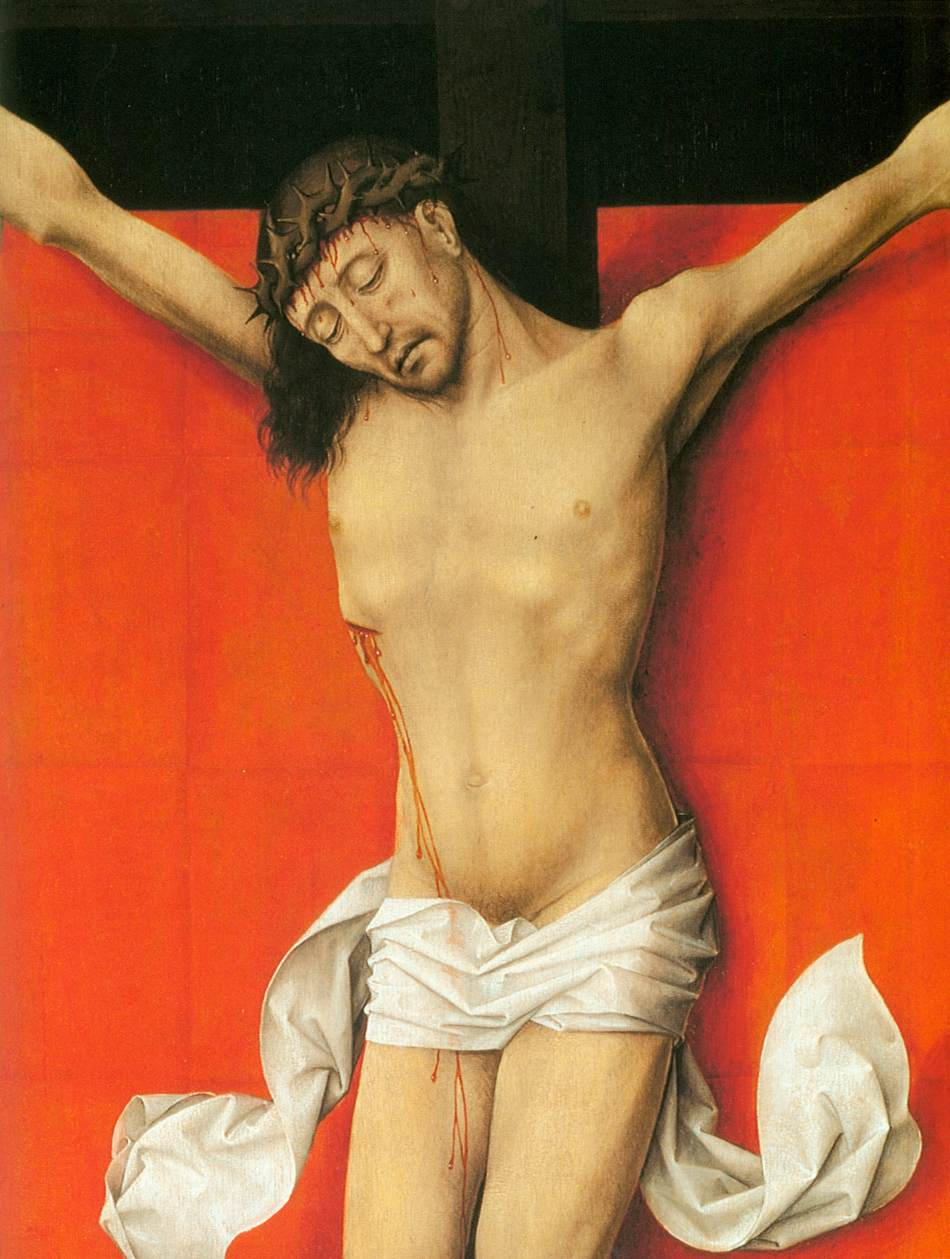
Détail du volet droit.

L'historienne de l'art Penny Howell Jolly a été la première à proposer que le diptyque a été peint pour un monastère chartreux inconnu. Les Chartreux vivaient une existence strictement ascétique : silence absolu, isolement dans sa cellule sauf pour la messe et les vêpres quotidiennes, repas en commun uniquement les dimanches et jours de fête, pain et eau les lundis, mercredis et vendredis, vêtements et draps en tissu grossier. Le fils de Le Pasture, Cornelis, rejoint la Chartreuse de Herrines vers 1449 et est reçu dans l'ordre en 1450. Le peintre offre argent et tableaux à l'ordre de son vivant et lui assure un legs dans son testament. Sa fille unique Margaretha devient religieuse dominicaine. L'historien de l'art Dirk De Vos décrit le diptyque comme une « peinture dévotionnelle d'inspiration monastique » dont la composition est « largement déterminée par la spiritualité ascétique des Chartreux et des Dominicains ».

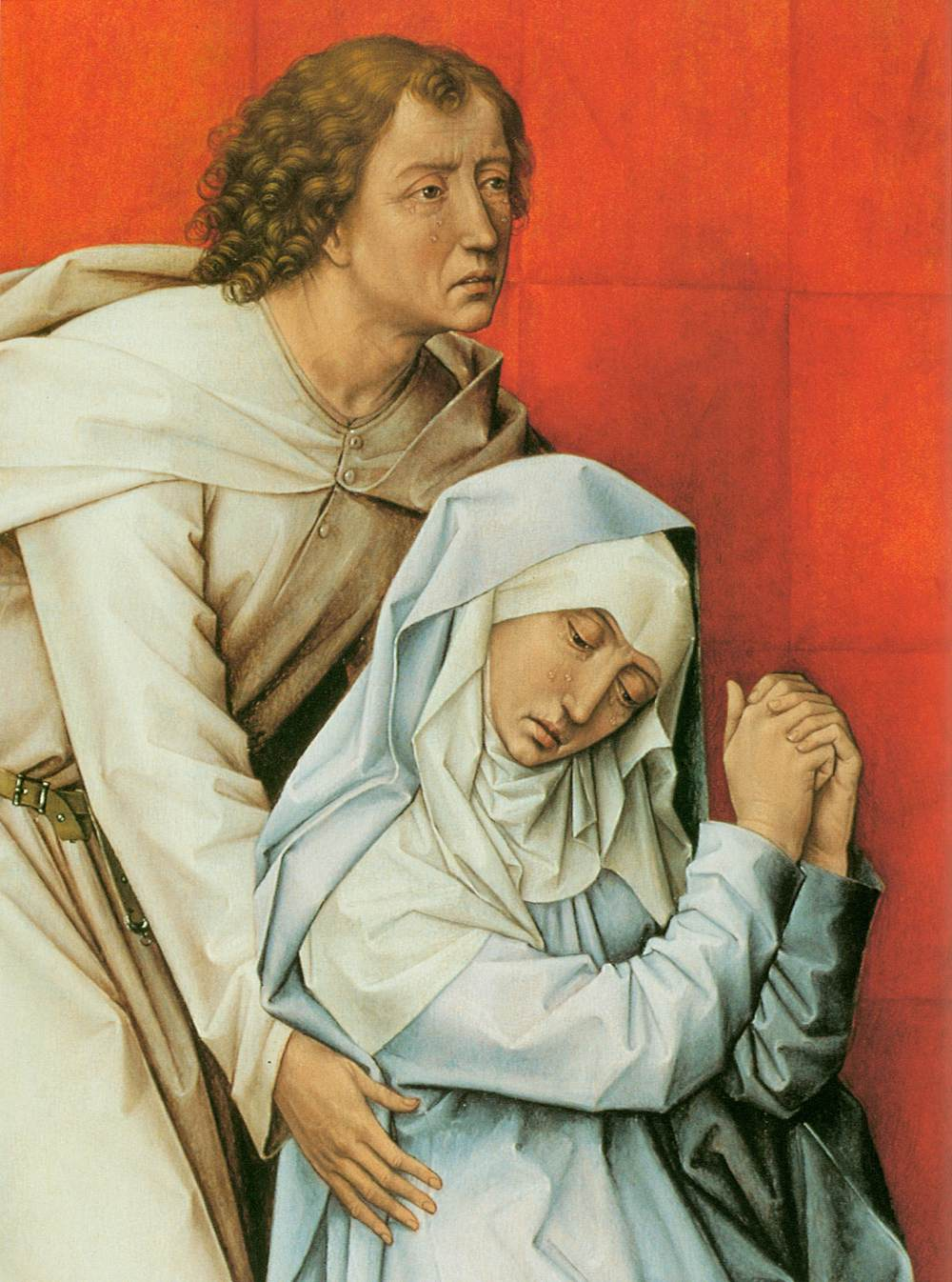
Détail du volet gauche : Marie et saint Jean.

Dans un article de 2006, le conservateur du Philadelphia Museum of Art, Mark S. Tucker, note que les panneaux de bois sont inhabituellement minces. Au dos de ceux-ci se trouvent des trous pour chevilles, ce qui suggère l'existence un élément structurel désormais manquant. Dressant une comparaison avec des éléments similaires présents sur d'autres retables, il émet l'hypothèse que le diptyque est constitué de deux volets d'une œuvre qui en comptait quatre à l'origine : le diptyque serait soit le volet gauche à deux panneaux d'un retable, soit ses deux panneaux centraux. En se basant sur le style pictural, Tucker soutient que la grande taille des figures humaines par rapport à la surface des panneaux et la perspective peu profonde correspondent davantage au style des retables sculptés qu'à celui des retables peints.

### Description
Les personnages du diptyque font environ les deux tiers de leur taille réelle. Le panneau de droite représente une Crucifixion délibérément non naturaliste. Le sang du Christ est visible sur ses mains, ses pieds et son front, et coule de la blessure qu'il a au côté. L'aspect sanguinaire de la scène est amplifiée par le drap rouge vif drapé derrière lui. Le corps pend lourdement sur les bras, formant une figure en forme de Y contrastant avec la forme en T de la croix et le rectangle du tissu. Le crâne et les os au pied de la croix font référence à Adam, le premier homme créé par Dieu dans le judaïsme, le christianisme et l'islam. Le pagne du Christ flotte au vent, indiquant le moment de sa mort.

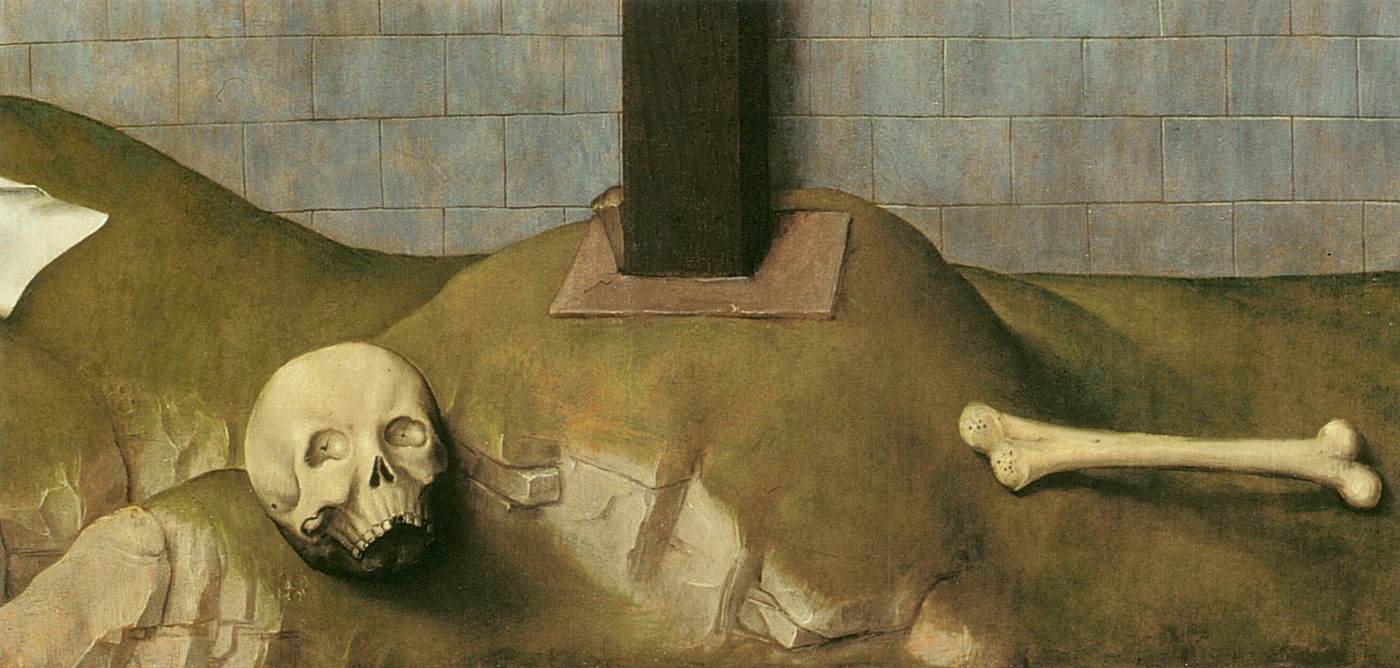
Détail montrant le crâne et l'os au pied de la croix.

Le volet de gauche montre une Vierge Marie évanouie soutenue par Jean. Tous deux sont vêtus de robes pâles et se tiennent également devant un drap rouge (qui, d'après les marques de plis, semble avoir été récemment déplié). Le haut mur de pierre donne l'impression de pousser les personnages au premier plan. Le ciel sombre est conforme au récit biblique (Matthieu 27:45). Le ciel obscur, le mur et le sol nus et la lumière froide contribuent à l'austérité du tableau.
Dans son premier chef-d'œuvre, La Descente de Croix (v. 1435-1440), Le Pasture compare la souffrance de la Vierge Marie pendant la Crucifixion à celle du Christ en la faisant s'effondrer dans une pose qui reflète celle du corps descendu de la Croix. Dans le retable de Philadelphie, les visages de la Vierge Marie et du Christ se reflètent, tout comme leurs positions au centre d'un drap rouge.
Le diptyque est l'une des dernières œuvres de l'artiste. Il est unique parmi les peintures du début de la Renaissance nordique de par son utilisation d'un fond plat non réaliste pour mettre en scène des figures pourtant très détaillées. Le contraste des rouges et des blancs vifs permet d'obtenir un effet émotionnel typique des meilleures œuvres de Le Pasture.

## Crucifixion de l'Escurial

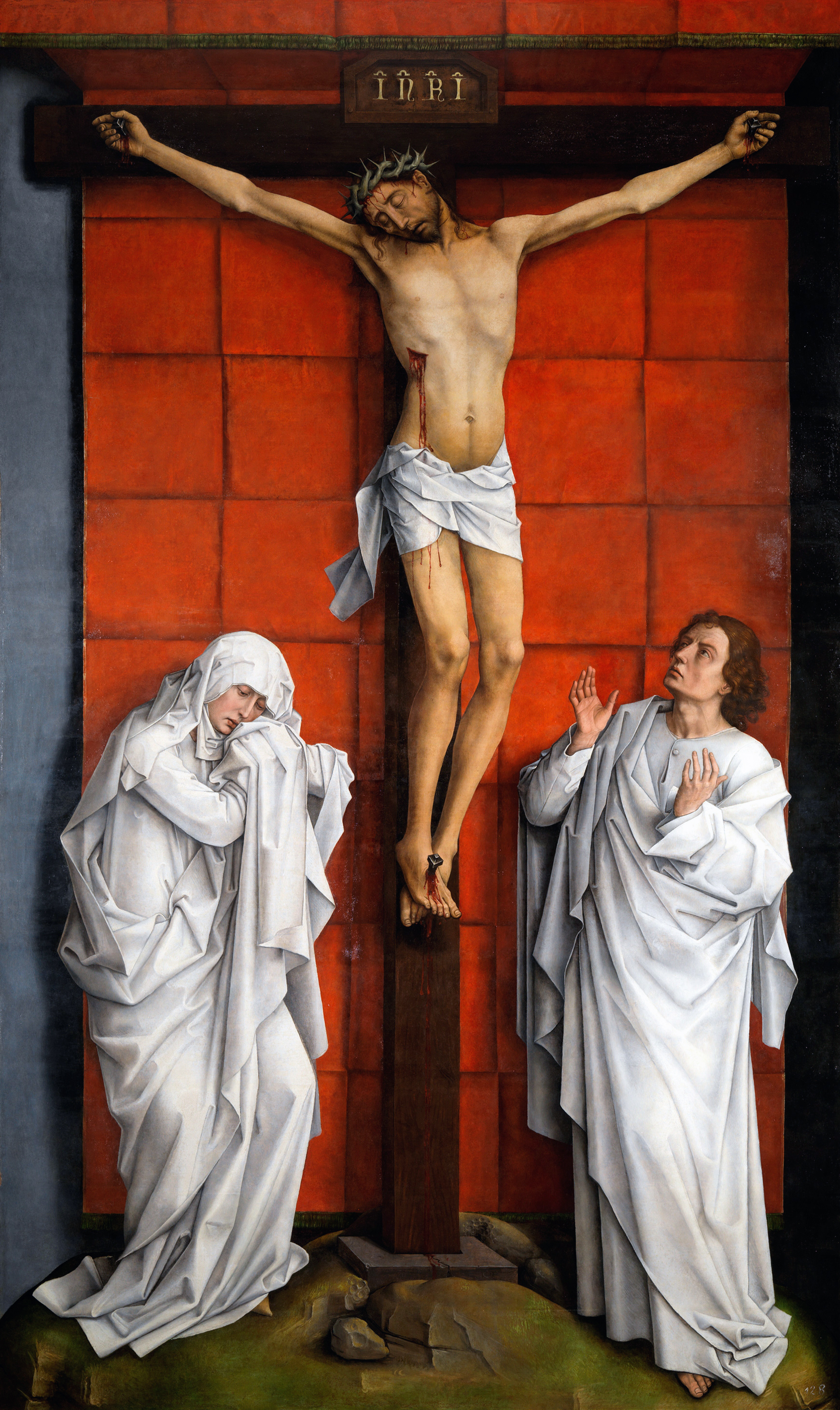
Crucifixion avec la Vierge et saint Jean (vers 1460), Rogier van der Weyden, Palais de l'Escurial, Madrid.

Le diptyque se rapproche de la Crucifixion avec la Vierge et saint Jean de La Pasture (v. 1450-1455) conservée au palais de l'Escurial à Madrid. La Crucifixion de l'Escurial représente également le Christ en croix devant un drap rouge, et les autres personnages présentent aussi des similitudes. Le Pasture peint ce tableau afin de l'offrir à la Chartreuse de Scheut, près de Bruxelles. Philippe II d'Espagne l'achète au monastère en 1555, et l'installe dans une chapelle de Ségovie, avant de le déplacer à l'Escurial en 1574.
Dans son mémoire explorant l'influence de la théologie chartreuse sur la Crucifixion de l'Escurial et le Diptyque de la Crucifixion, Tamytha Cameron Smith affirme que les deux œuvres « sont visuellement uniques » au sein de la production de l'artiste « en raison de leur extrême dépouillement, de leur simplicité et de leur tendance à l'abstraction ». Le bleu profond traditionnel de la robe de la Vierge et le rouge foncé de la robe de Saint-Jean ont été éclaircis, laissant les vêtements presque blancs (la couleur des habits des Chartreux). Smith souligne le « silence écrasant » du diptyque et suppose qu'il s'agit peut-être de la dernière œuvre de Le Pasture.
Dans la Vita Christi (1374), le théologien chartreux Ludolphe de Saxe invite à s'immerger et à se projeter dans une scène de la vie du Christ. Ludolphe décrit saint Jean comme un disciple fidèle au Christ, mais aussi comme « orné de l'éclat et de la beauté conférés par la chasteté ». Si le diptyque de Philadelphie avait été utilisé comme une peinture de dévotion ludolphienne (comme l'était certainement la Crucifixion de l'Escurial ), un moine aurait pu compatir à la souffrance du Christ et de la Vierge, mais aussi se projeter dans la scène comme le disciple fidèle et chaste qu'est Jean. La décision de La Pasture de supprimer les détails présents dans ses autres Crucifixions peut avoir eu un objectif à la fois artistique et pratique.

## Conservation

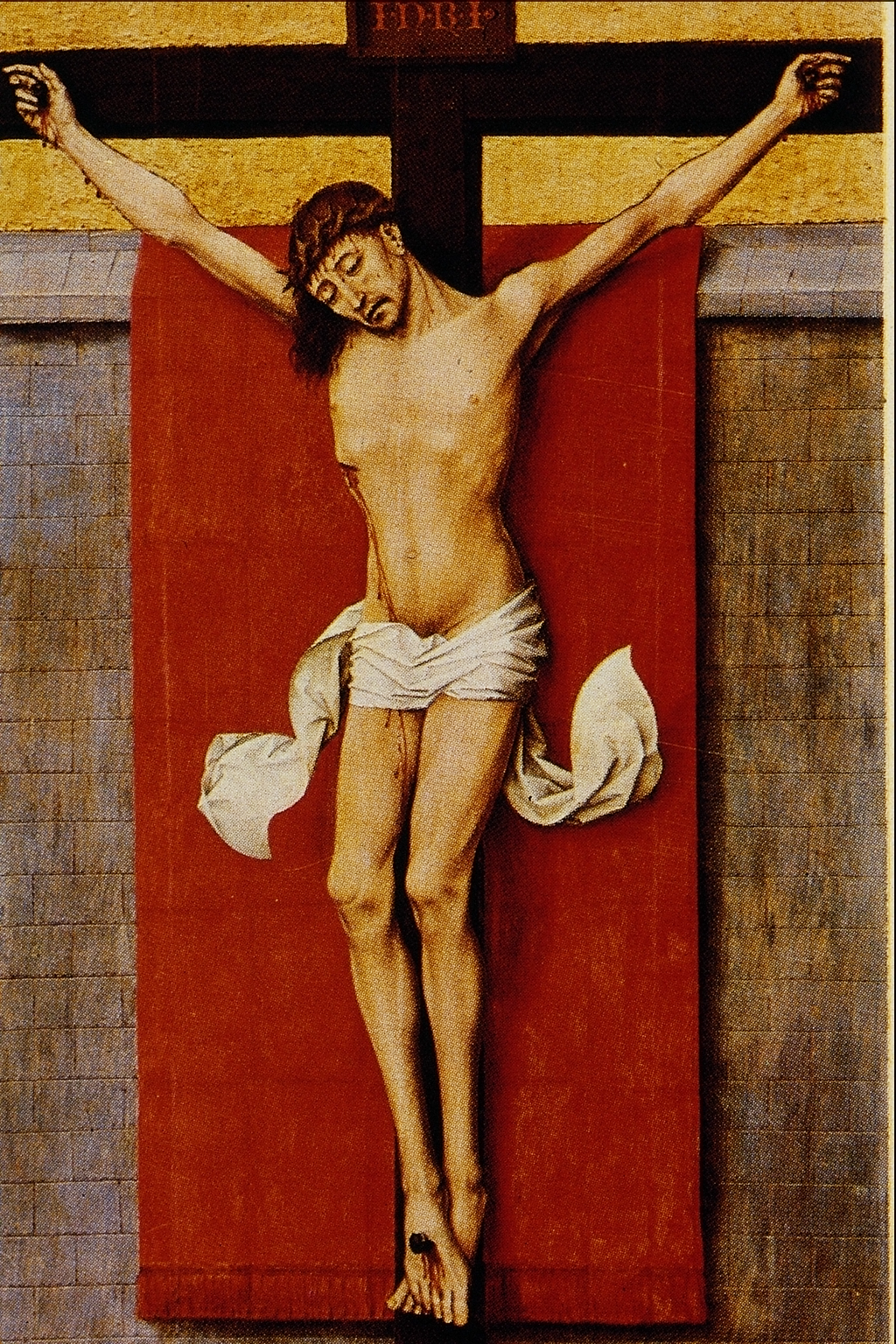
Détail du volet de droite, avec le ciel doré ajouté en 1941.

Le tableau est restauré par David Rosen en 1941, sous la direction du conservateur Henri Gabriel Marceau . Près du bord supérieur d'un volet, Rosen trouve de la peinture dorée, ce qui l'amène à conclure que le ciel bleu-noir est un ajout du XVIIIe siècle. Rosen retire la peinture sombre et a ajoute un ciel doré, que le diptyque conserve pendant un demi-siècle.
L'examen du tableau en 1990 par le conservateur du Philadelphia Museum of Art, Mark S. Tucker, montre que cette modification n'était pas réellement justifiée. Les traces d'or étaient minimes et pourraient provenir d'un cadre doré. L'analyse chimique établi que les traces restantes de pigment bleu du ciel contiennent de l'azurite de même couleur et composition que le pigment bleu de la robe de la Vierge, qui est quant à lui d'époque. Tucker entreprend un nettoyage approfondi et une restauration (réversible) du tableau en 1992-1993. Il repeint le ciel en bleu par-dessus le doré de la restauration de Rosen, puisque celui-ci avait enlevé presque tout le pigment d'origine du ciel.
La restauration de 1992-1993 permet de mieux comprendre l'auteur du diptyque. La représentation du ciel par Le Pasture comme une grande masse de couleur sombre est novateur dans l'art de la Renaissance nordique, bien que courante dans les fresques de la Renaissance italienne. La composition innovante du diptyque et l'utilisation presque abstraite de la couleur sont sans doute inspirés de l'art italien qu'il a vu lors de son pèlerinage à Rome en 1450.

## Historique des propriétaires
- 1856, Madrid. Catalogue de la collection de José de Madrazo, no  659 et 660[1].
- Juin 1867, Paris. Vente aux enchères de la collection de M. le Marquis de Salamanca, lots 165 & 166[17].
- Vers 1905, Paris. Le marchand d'art F. Kleinberger vend le volet « Christ en croix » à Peter A. B. Widener et le volet « Vierge et Saint-Jean » à John G. Johnson[17].
- 1906, Philadelphie, États-Unis. Johnson achète le panneau de Widener et réunit l'œuvre[17]. Exposé dans la maison-musée de Johnson au 510 South Broad Street, Philadelphie.
- Avril 1917, Philadelphie. Johnson meurt. Le diptyque fait partie de son legs à la ville de Philadelphie.
- Juin 1933, Philadelphie. La collection Johnson est transférée au Philadelphia Museum of Art.

## Galerie
Quatre autres peintures de la Crucifixion ont été attribuées à La Pasture : 

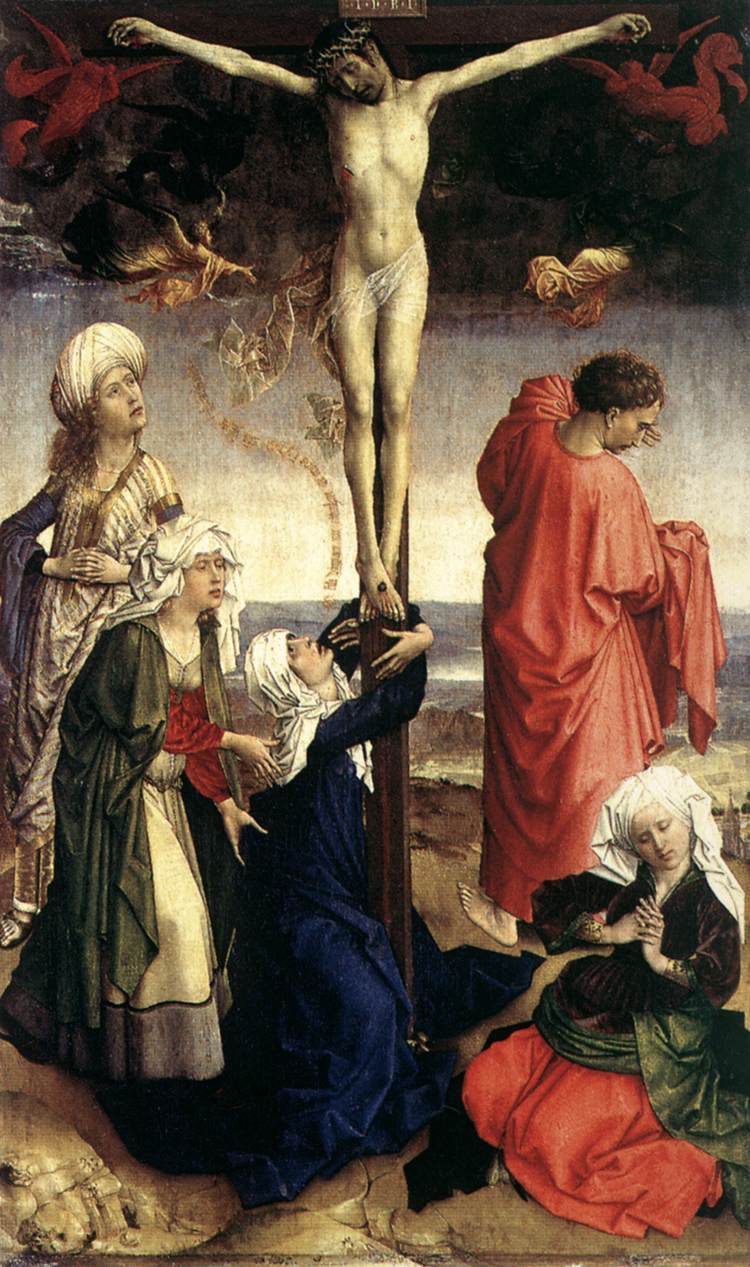
La Crucifixion (v. 1425-1430), Gemäldegalerie, Berlin.
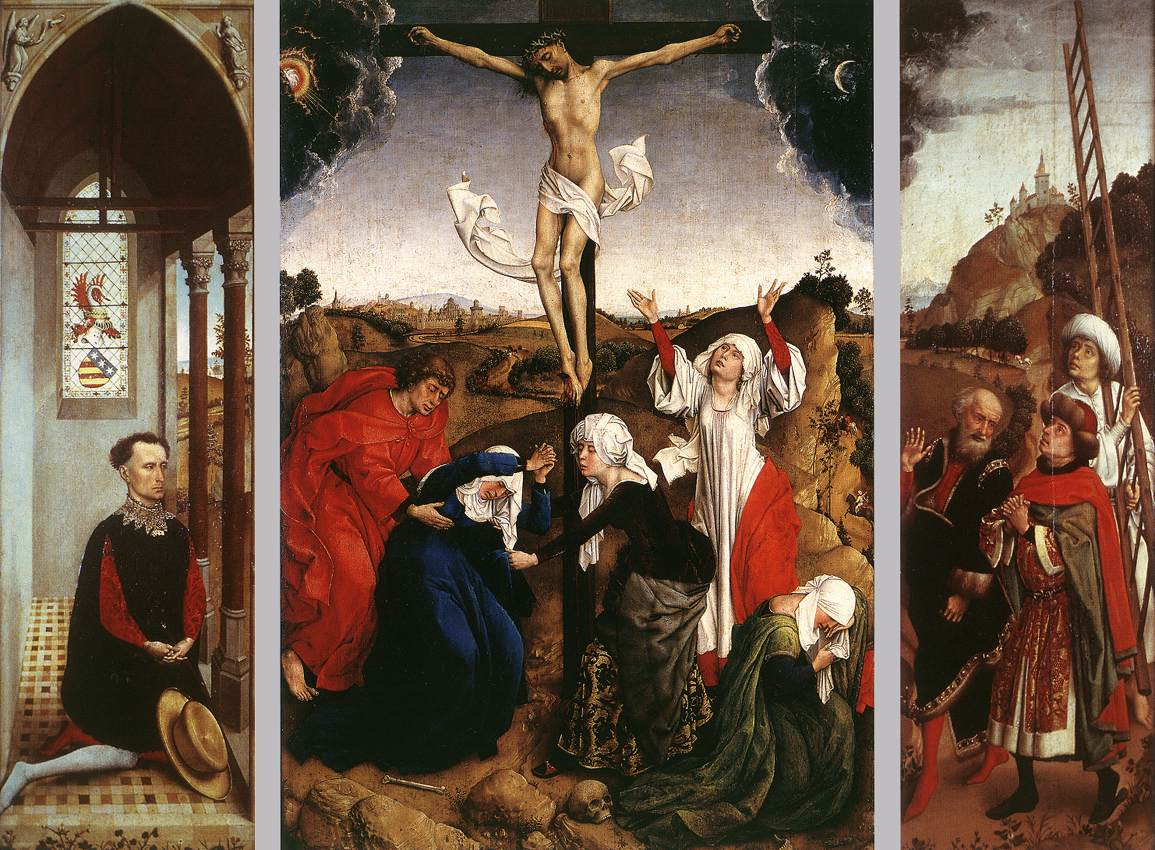
Triptyque Abegg (v. 1438-1440), Fondation Abegg, Riggisberg.
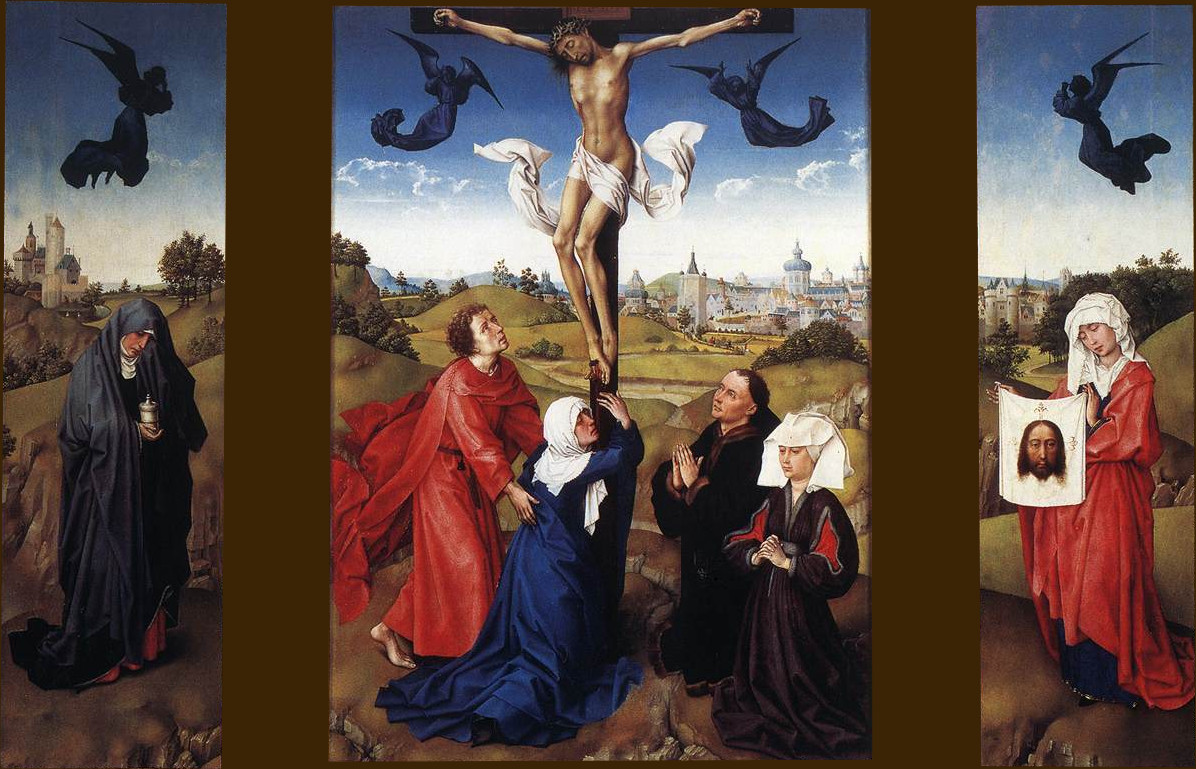
Triptyque de la Crucifixion (v. 1440-1445), Musée d'Histoire de l'art, Vienne.
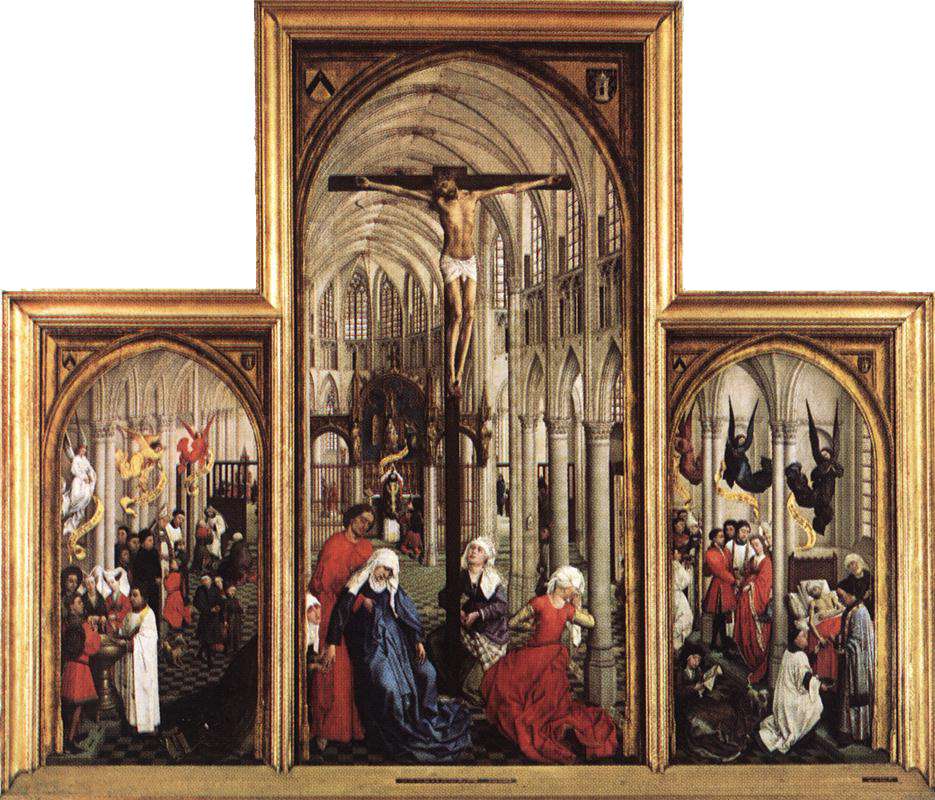
Triptyque des Sept Sacrements (v. 1440-1445), Musée royal des Beaux-Arts, Anvers.

## Sources
- [De Vos 2000] (en) Dirk De Vos, Rogier van der Weyden: The Complete Works, New York, Harry N. Abrams, 2000 (ISBN 0810963906)
- [Johnson Catalogue 1972] (en) Philadelphia Museum of Art, John G. Johnson Collection: Catalogue of Flemish and Dutch Paintings, Philadelphie, George H. Buchanan, 1972
- [Jolly 1981] (en) Penny Howell Jolly, « Rogier van der Weyden's Escorial and Philadelphia Crucifixions and their relation to Fra Angelico at San Marco », Oud Holland, vol. 95, no 3,‎ 1981, p. 113-126 (DOI 10.1163/187501781X00147, JSTOR 42711055)
- [Smith 2016] (en) Tamytha Cameron Smith, Personal Passions and Carthusian Influences Evident in Rogier van der Weyden's Crucified Christ between the Virgin and Saint John and Diptych of the Crucifixion, University of North Texas, 2016 (lire en ligne)
- [Tucker 1997] (en) Mark Tucker, « Rogier van der Weyden's Philadelphia 'Crucifixion' », The Burlington Magazine, vol. 139, no 1135,‎ 1997, p. 676-683 (JSTOR 887538)
- [Tucker 2006] (en) Mark Tucker, « New Findings on the Function of Rogier van der Weyden’s Philadelphia Crucifixion », 2006